# 중개 소멸
중개 소멸(disintermediation)은 가치사슬의 중개 단계를 담당하는 조직이나 비즈니스 프로세스 단계를 제거하는 것을 말한다. 판매자는 소비자에게 상품을 직접 판매하거나 중개상의 숫자를 감소시켜 가격을 더 낮출 수 있고 동시에 더 높은 수익을 얻을 수 있다. 디지털 시장은 유통업자와 같은 중개인을 거치지 않고 판매자가 직접 소비자에게 상품을 제공할 기회가 많다. 즉 디지털 시장이 발달할수록 중개 소멸이 더 많이 나타난다.

## 같이 보기
- 아웃렛
- 동등 계층 생산방식
- B2C